# 카우플란트
카우플란트(독일어: Kaufland)는 독일의 슈퍼마켓 체인이다. 슈바르츠 그룹 소속으로, 리들 또한 여기에 속해 있다. 1984년 네카르줄름에 첫 매장을 열었고 빠르게 확장되어 이전에 서독이었던 지역의 주요 체인이 되었다. 독일, 크로아티아, 체코, 슬로바키아, 폴란드, 루마니아, 불가리아, 몰도바에서 1,500개가 넘는 매장을 운영하고 있다.